# Copa Libertadores féminine 2015
Navigation
Édition précédente Édition suivante
La Copa Libertadores féminine 2015 est la 7e édition de la Copa Libertadores féminine, une compétition inter-clubs sud-américaine de football féminin organisée par la Confédération sud-américaine de football (CONMEBOL). Elle se déroule du 28 octobre au 8 novembre 2015 à Medellín en Colombie et oppose les meilleurs clubs des différents championnats sud-américains de la saison précédente.
Le club brésilien Ferroviária remporte la finale face aux Chiliennes de Colo-Colo sur le score de 3 buts à 1.

## Participants
Un total de 12 équipes provenant des 10 associations membres de la CONMEBOL participeront à la Copa Libertadores féminine 2015.
| - UAI Urquiza Champion d'Argentine 2015 - San Martín de Porres Champion de Bolivie 2015 - São José EC Vainqueur de la Copa Libertadores féminine 2014 - Ferroviária Champion du Brésil 2014 - Colo-Colo Champion du Chili 2014 | - UAI Urquiza Champion d'Argentine 2015 - San Martín de Porres Champion de Bolivie 2015 - São José EC Vainqueur de la Copa Libertadores féminine 2014 - Ferroviária Champion du Brésil 2014 - Colo-Colo Champion du Chili 2014 | - UAI Urquiza Champion d'Argentine 2015 - San Martín de Porres Champion de Bolivie 2015 - São José EC Vainqueur de la Copa Libertadores féminine 2014 - Ferroviária Champion du Brésil 2014 - Colo-Colo Champion du Chili 2014 | - UAI Urquiza Champion d'Argentine 2015 - San Martín de Porres Champion de Bolivie 2015 - São José EC Vainqueur de la Copa Libertadores féminine 2014 - Ferroviária Champion du Brésil 2014 - Colo-Colo Champion du Chili 2014 | - UAI Urquiza Champion d'Argentine 2015 - San Martín de Porres Champion de Bolivie 2015 - São José EC Vainqueur de la Copa Libertadores féminine 2014 - Ferroviária Champion du Brésil 2014 - Colo-Colo Champion du Chili 2014 | - UAI Urquiza Champion d'Argentine 2015 - San Martín de Porres Champion de Bolivie 2015 - São José EC Vainqueur de la Copa Libertadores féminine 2014 - Ferroviária Champion du Brésil 2014 - Colo-Colo Champion du Chili 2014 | - UAI Urquiza Champion d'Argentine 2015 - San Martín de Porres Champion de Bolivie 2015 - São José EC Vainqueur de la Copa Libertadores féminine 2014 - Ferroviária Champion du Brésil 2014 - Colo-Colo Champion du Chili 2014 | - UAI Urquiza Champion d'Argentine 2015 - San Martín de Porres Champion de Bolivie 2015 - São José EC Vainqueur de la Copa Libertadores féminine 2014 - Ferroviária Champion du Brésil 2014 - Colo-Colo Champion du Chili 2014 | - Formas Íntimas Vainqueur du barrage de la Colombie - Real PasiónClub organisateur - Espuce Champion d'Équateur 2015 - Cerro Porteño Champion du Paraguay 2014 - Universitario Champion du Pérou 2015 - Colón Champion d'Uruguay 2014 - Estudiantes de Guárico Champion du Venezuela 2015 | - Formas Íntimas Vainqueur du barrage de la Colombie - Real PasiónClub organisateur - Espuce Champion d'Équateur 2015 - Cerro Porteño Champion du Paraguay 2014 - Universitario Champion du Pérou 2015 - Colón Champion d'Uruguay 2014 - Estudiantes de Guárico Champion du Venezuela 2015 | - Formas Íntimas Vainqueur du barrage de la Colombie - Real PasiónClub organisateur - Espuce Champion d'Équateur 2015 - Cerro Porteño Champion du Paraguay 2014 - Universitario Champion du Pérou 2015 - Colón Champion d'Uruguay 2014 - Estudiantes de Guárico Champion du Venezuela 2015 | - Formas Íntimas Vainqueur du barrage de la Colombie - Real PasiónClub organisateur - Espuce Champion d'Équateur 2015 - Cerro Porteño Champion du Paraguay 2014 - Universitario Champion du Pérou 2015 - Colón Champion d'Uruguay 2014 - Estudiantes de Guárico Champion du Venezuela 2015 | - Formas Íntimas Vainqueur du barrage de la Colombie - Real PasiónClub organisateur - Espuce Champion d'Équateur 2015 - Cerro Porteño Champion du Paraguay 2014 - Universitario Champion du Pérou 2015 - Colón Champion d'Uruguay 2014 - Estudiantes de Guárico Champion du Venezuela 2015 | - Formas Íntimas Vainqueur du barrage de la Colombie - Real PasiónClub organisateur - Espuce Champion d'Équateur 2015 - Cerro Porteño Champion du Paraguay 2014 - Universitario Champion du Pérou 2015 - Colón Champion d'Uruguay 2014 - Estudiantes de Guárico Champion du Venezuela 2015 | - Formas Íntimas Vainqueur du barrage de la Colombie - Real PasiónClub organisateur - Espuce Champion d'Équateur 2015 - Cerro Porteño Champion du Paraguay 2014 - Universitario Champion du Pérou 2015 - Colón Champion d'Uruguay 2014 - Estudiantes de Guárico Champion du Venezuela 2015 | - Formas Íntimas Vainqueur du barrage de la Colombie - Real PasiónClub organisateur - Espuce Champion d'Équateur 2015 - Cerro Porteño Champion du Paraguay 2014 - Universitario Champion du Pérou 2015 - Colón Champion d'Uruguay 2014 - Estudiantes de Guárico Champion du Venezuela 2015 |

## Compétition

### Phase de groupes
La phase de groupes sous forme de trois groupes de quatre équipes se déroule du 28 octobre au 2 novembre 2015.
Les premiers de chaque groupe se qualifient pour les demi-finales, ainsi que le meilleur deuxième.
Légende des classements
- Qualification pour les demi-finales
- Deuxième du groupe

Légende des résultats
- Victoire  du club
- Match nul
- Défaite du club

#### Groupe A
| Rang | Équipe                 | Pts | J | G | N | P | Bp | Bc | Diff |  | Résultats              |  |     |     |     |
| ---- | ---------------------- | --- | - | - | - | - | -- | -- | ---- |  | ---------------------- |  | --- | --- | --- |
| 1    | São José EC            | 7   | 3 | 2 | 1 | 0 | 12 | 1  | +11  |  | São José EC            |  | 1-1 | 5-0 | 6-0 |
| 2    | Estudiantes de Guárico | 4   | 3 | 1 | 1 | 1 | 12 | 5  | +7   |  | Estudiantes de Guárico |  |     | 2-3 | 2-1 |
| 3    | Cerro Porteño          | 4   | 3 | 1 | 1 | 1 | 3  | 7  | -4   |  | Cerro Porteño          |  |     |     | 0-0 |
| 4    | Real Pasión            | 1   | 3 | 0 | 1 | 2 | 1  | 8  | -7   |  | Real Pasión            |  |     |     |     |

#### Groupe B
| Rang | Équipe      | Pts | J | G | N | P | Bp | Bc | Diff |  | Résultats   |  |     |     |     |
| ---- | ----------- | --- | - | - | - | - | -- | -- | ---- |  | ----------- |  | --- | --- | --- |
| 1    | Ferroviária | 7   | 3 | 2 | 1 | 0 | 9  | 0  | +9   |  | Ferroviária |  | 0-0 | 4-0 | 5-0 |
| 2    | UAI Urquiza | 7   | 3 | 2 | 1 | 0 | 6  | 4  | +2   |  | UAI Urquiza |  |     | 4-3 | 2-1 |
| 3    | Colón       | 3   | 3 | 1 | 0 | 2 | 6  | 9  | -3   |  | Colón       |  |     |     | 3-1 |
| 4    | Espuce      | 0   | 3 | 0 | 0 | 3 | 2  | 10 | -8   |  | Espuce      |  |     |     |     |

#### Groupe C
| Rang | Équipe               | Pts | J | G | N | P | Bp | Bc | Diff |  | Résultats            |  |     |     |      |
| ---- | -------------------- | --- | - | - | - | - | -- | -- | ---- |  | -------------------- |  | --- | --- | ---- |
| 1    | Colo-Colo            | 9   | 3 | 3 | 0 | 0 | 11 | 1  | +10  |  | Colo-Colo            |  | 2-0 | 5-1 | 4-0  |
| 2    | Formas Íntimas       | 6   | 3 | 2 | 0 | 1 | 20 | 3  | +17  |  | Formas Íntimas       |  |     | 9-1 | 11-0 |
| 3    | San Martín de Porres | 3   | 3 | 1 | 0 | 2 | 8  | 16 | -8   |  | San Martín de Porres |  |     |     | 6-2  |
| 4    | Universitario        | 0   | 3 | 0 | 0 | 3 | 2  | 21 | -19  |  | Universitario        |  |     |     |      |

#### Deuxièmes des groupes
Le deuxième présentant les meilleurs résultats se qualifie pour les demi-finales. Les deux autres sont éliminés.
| Grp | Club                   | Pts | J | G | N | P | Bp | Bc | Diff |
| --- | ---------------------- | --- | - | - | - | - | -- | -- | ---- |
| B   | UAI Urquiza            | 7   | 3 | 2 | 1 | 0 | 6  | 4  | +2   |
| C   | Formas Íntimas         | 6   | 3 | 2 | 0 | 1 | 20 | 3  | +17  |
| A   | Estudiantes de Guárico | 4   | 3 | 1 | 1 | 1 | 5  | 5  | 0    |

### Phase à élimination directe
|  | Demi-finales    | Demi-finales |                        |   | Finale     | Finale     |
|  | Demi-finales    | Demi-finales |                        |   | Finale     | Finale     |
|  |                 |              |                        |   |            |            |
|  | 5 novembre      | 5 novembre   |                        |   | 8 novembre | 8 novembre |
|  | 5 novembre      | 5 novembre   |                        |   | 8 novembre | 8 novembre |
|  | São José EC     | 0            |                        |   | 8 novembre | 8 novembre |
|  | São José EC     | 0            |                        |   | 8 novembre | 8 novembre |
|  | Ferroviária     | 1            |                        |   | 8 novembre | 8 novembre |
|  | Ferroviária     | 1            | Ferroviária            | 3 |            |            |
|  | 5 novembre      |              | Ferroviária            | 3 |            |            |
|  |                 | Colo-Colo    | 1                      |   |            |            |
|  | Colo-Colo       | Colo-Colo    | 1                      | 2 |            |            |
|  | Colo-Colo       |              |                        | 2 |            |            |
|  | UAI Urquiza     | 0            |                        |   |            |            |
|  | UAI Urquiza     | 0            | Match pour la 3e place |   |            |            |
|  |                 |              |                        |   |            |            |
|  | 8 novembre      |              |                        |   |            |            |
|  |                 |              |                        |   |            |            |
|  | São José EC     | 1 (5)        |                        |   |            |            |
|  | São José EC     | 1 (5)        |                        |   |            |            |
|  | UAI Urquiza tab | 1 (6)        |                        |   |            |            |
|  | UAI Urquiza tab | 1 (6)        |                        |   |            |            |